# Mittelalterpfad
Der Mittelalterpfad ist ein Rundwanderweg bei Herrstein im Hunsrück. Er gehört zu den von den örtlichen Tourismus-Veranstaltern so genannten Traumschleifen im Wegesystem des Saar-Hunsrück-Steigs und führt um Herrstein herum. Der Pfad wurde als „Deutschlands schönster Wanderweg 2010“ in der Kategorie „Touren“ ausgezeichnet.

## Charakteristik
Der Pfad verläuft von der historischen Kleinstadt Herrstein (Start- und Zielpunkt) über rund 8,5 km durch größtenteils naturnahe Wege (72 % natürlicher Untergrund) in unmittelbarer Nähe der Gemeinden Niederhosenbach und  Breitenthal. Auf dem Pfad werden durch Schautafeln mehrere Bezüge zum Mittelalter (wie Loretta von Sponheim oder Hildegard von Bingen) hergestellt. Der Weg selbst ist sehr abwechslungsreich und wird vom Deutschen Wanderinstitut zurzeit mit 91 Erlebnispunkten bewertet.

## Verlauf
Die Wanderung beginnt im historischen Städtchen Herrstein in der Hauptstraße gegenüber dem Parkplatz Bachweg am hölzernen Eingangstor des Mittelalterpfades. Der Weg führt durch den mittelalterlichen Ortskern mit seinen restaurierten Fachwerkhäusern. Vorbei am „Oberwörresbacher Kirchenpförtchen“ und dem „Hankelbrunnen“ erreicht er durch einen Wehrgang den Uhrturm, das Wahrzeichen Herrsteins. Der Weg biegt dann nach links in die Uhrturmgasse ab, wendet sich dann nach rechts in den Schlossweg und erreicht den Rathausplatz, über dessen Fachwerkfassaden sich der Schinderhannesturm erhebt. Schließlich passiert er den Pranger und führt über die Stufen zur Schlosskirche hinauf (Tafel mit der Geschichte der Loretta von Sponheim).
Der Weg führt weiter durch den Wald hin zu einer offenen Landschaft mit weitem Ausblick auf die umliegenden Felder, Wälder und Dörfer. Weiter geht es über die Felder, entlang des Waldrandes und schließlich über eine kleine Holzbrücke über den Hosenbach. An der Weggabelung weist eine Informationstafel auf das nahe Örtchen Niederhosenbach hin, dem wahrscheinlichen Geburtsort der berühmten Hildegard von Bingen.
Nach einer weiteren Strecke durch den Wald wird in wenigen Minuten  das Naturdenkmal Rabenkanzel erreicht. Dann geht es weiter bergauf durch den Wald vorbei an der Ortsgemeinde Breitenthal. Weiter geht es bergauf zwischen offenen Feldern zum Naturdenkmal Jammereiche. Anschließend erreichen man den zweistöckigen Herrsteiner Aussichtsturm mit überdachtem Rastplatz.
Weiter geht es auf gewundenen schmalen Wegen hinab Richtung Herrstein. In Herrstein angekommen folgt der Weg dem Fischbach durch die Gärten und kehrt schließlich zum Ausgangspunkt zurück.

## Sehenswürdigkeiten
- Historischer Ortskern von Herrstein (Führungen von Mai bis Oktober immer donnerstags 16:30 Uhr sowie samstags 14:30 Uhr, ab Uhrturm)
- Nähe zu Niederhosenbach (vermutlicher Geburtsort von Hildegard von Bingen)
- Naturdenkmal Rabenkanzel, ein steil abfallender Quarzitdurchbruch in der Nähe der Gemeinde Niederhosenbach
- Naturdenkmal Jammereiche bei Breitenthal (Schauplatz eines Ereignisses während des Dreißigjährigen Krieges)
- Aussichtsturm Herrstein